# Comte de Mulgrave

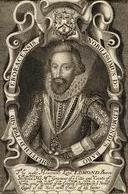
Edmund Sheffield, 1er comte de Mulgrave

Comte de Mulgrave (Earl of Mulgrave) est un titre de noblesse créé à deux reprises dans la pairie d'Angleterre, en 1626 et en 1812.
Depuis 1838, c'est un titre subsidiaire du marquis de Normanby.

## Liste des comtes de Mulgrave

### Première création (1626)
- 1626-1646 : Edmund Sheffield (vers 1564-1646)
- 1646-1658 : Edmund Sheffield (1611-1658), fils du précédent
- 1658-1721 : John Sheffield (1647-1721), fils du précédent
- 1721-1735 : Edmund Sheffield (1716-1735), fils du précédent

### Deuxième création (1812)
- 1812-1831 : Henry Phipps (1755-1831)
- 1831-1863 : Constantine Phipps (1797-1863), fils du précédent
- 1863-1890 : George Phipps (1819-1890), fils du précédent
- 1890-1932 : Constantine Phipps (1846-1932), fils du précédent
- 1932-1994 : Oswald Phipps (1912-1994), fils du précédent
- depuis 1994 : Constantine Phipps (né en 1954), fils du précédent